# 永野勇吉
永野 勇吉（ながの ゆうきち、1886年（明治19年）1月20日 - 没年不明）は日本の教育者、福祉事業家。社会福祉法人岸和田学園創設者・初代理事長。社会福祉法人阪南福祉事業会創設者。孫は大阪府議会議員（3期）、大阪府議会副議長の永野孝男。曽孫は大阪府岸和田市長（2期）の永野耕平。

## 経歴
学業を終えて、1909年（明治42年）警察界に入る。巡査部長まで進むが、10年間の精勤賞を残して退職後、自ら加工業を経営。その後、1932年（昭和7年）公道授産会創設を発起し、虞犯少年、犯罪少年の収容保護並びに職業補導を開始。
翌年1933年（昭和8年）12月、司法少年保護施設岸和田学園に改め、その後80、90～130人を収容し、学業の傍ら農事、木工などの職業補導を行って成績を挙げた。1934年（昭和9年）には早くも優良保護団体として御下賜金拝受の栄光に浴した。同年はたまたま風水害を被ったため、御下賜金拝受を記念して園舎の改築を企図し、1937年（昭和12年）9棟40坪余りの現学園の竣工をみた。
岸和田学園は他の司法少年保護施設と同じく、浮浪児や不良少年を収容感化するため、近隣地域との間に種々なる摩擦を生じて、困難を招いたがこれを克服し、1947年（昭和22年）財団法人を組織。さらに法の改正と共に児童福祉法に基づく養護施設に転換して、その収容児も孤児を主体に取り扱って、従来の面目を一新し社会福祉法人に改めた。

## 家族
- 長男・孝（生年不明） 
社会福祉法人岸和田学園2代目理事長[1][2]。
- 孫・孝男（1944年（昭和19年）または1945年（昭和20年）生） 
社会福祉法人岸和田学園3代目理事長。社会福祉法人阪南福祉事業会理事長[5]。大阪府議会議員（3期）、大阪府議会副議長。
- 曽孫・耕平（1978年（昭和53年）4月25日生） 
社会福祉法人岸和田学園元副園長。大阪府岸和田市長（2期）。元大阪府議会議員（1期）。